# كوجي كوريهارا
كوجي كوريهارا (باليابانية: 栗原浩司) هو عداء سريع ياباني، ولد في 2 مايو 1964.

## وصلات خارجية
- كوجي كوريهارا على موقع الاتحاد الدولي لألعاب القوى (الإنجليزية)
- كوجي كوريهارا على موقع أوليمبيديا (الإنجليزية)